# Panaci
Panaci é uma comuna romena localizada no distrito de Suceava, na região de Moldávia. A comuna possui uma área de 137.54 km² e sua população era de 2290 habitantes segundo o censo de 2007.